# Chauray
Chauray – miejscowość i gmina we Francji, w regionie Nowa Akwitania, w departamencie Deux-Sèvres.
Według danych na rok 1990 gminę zamieszkiwało 4661 osób, a gęstość zaludnienia wynosiła 321 osób/km² (wśród 1467 gmin regionu Poitou-Charentes Chauray plasuje się na 42. miejscu pod względem liczby ludności, natomiast pod względem powierzchni na miejscu 613.).